# Estela Rodríguez
Estela Rodríguez Villanueva (* 12. November 1967 in Palma Soriano; † 10. April 2022 in Havanna) war eine kubanische Judoka. Sie gewann zwei olympische Silbermedaillen und war 1989 Weltmeisterin.

## Sportliche Karriere
Rodríguez trat im Schwergewicht oder in der offenen Klasse an, wobei ihre Karriere teilweise parallel zu der in den gleichen Gewichtsklassen kämpfenden Daima Beltrán verlief, so dass bei einigen Meisterschaften die eine im Schwergewicht antrat und die andere in der offenen Klasse.
1987 gewann Rodríguez bei den Panamerikanischen Spielen Bronze im Schwergewicht und Silber in der offenen Klasse. Bei den Weltmeisterschaften belegte sie den siebten Platz in der offenen Klasse. 1988 verlor Rodríguez im Finale der kubanischen Meisterschaften gegen Florentina Quintana. 1989 belegte sie bei den  Weltmeisterschaften 1989 nach Niederlagen gegen Swetlana Gundarenko aus der Sowjetunion und gegen Nathalie Lupino aus Frankreich den fünften Platz im Schwergewicht. Im Finale der offenen Klasse besiegte sie die Britin Sharon Lee. 1990 gewann Rodríguez bei den Panamerikanischen Meisterschaften. 
1991 siegte Rodríguez beim Weltcupturnier in Sofia. Bei den Weltmeisterschaften in Barcelona verlor sie im Schwergewicht gegen die Polin Beata Maksymow und gegen die Niederländerin Monique van der Lee und belegte den fünften Platz. Im Finale der offenen Klasse unterlag sie der Chinesin Zhuang Xiaoyan. Bei den Panamerikanischen Spielen 1991 vor heimischem Publikum in Havanna gewann sie zwei Goldmedaillen, wobei sie in beiden Finalkämpfen gegen die Puerto-Ricanerin Nilmari Santini siegte. 1992 siegte Rodríguez beim Weltcupturnier in Paris und bei den Panamerikanischen Meisterschaften. Bei der olympischen Premiere im Frauenjudo 1992 in Barcelona fand der Wettbewerb im Schwergewicht am 27. Juli als erster Wettbewerb statt, die leichteren Klassen folgten an den Tagen danach. Estella Rodríguez gewann gegen die Polin Beata Maksymow, die Thailänderin Supatra Yompakdee und die Französin Nathalie Lupino. Im Finale siegte die Chinesin Zhuang Xiaoyan nach 2:42 Minuten durch Ippon und war die erste Judo-Olympiasiegerin, Estela Rodríguez erhielt die erste olympische Silbermedaille für eine Judoka.
1993 und 1994 war sie zwar bei internationalen Turnieren erfolgreich, aber erst bei den Weltmeisterschaften 1995 gewann sie wieder eine Medaille bei internationalen Meisterschaften, als sie nach einer Niederlage gegen Monique van der Lee die Japanerin Noriko Anno im Kampf um eine Bronzemedaille in der offenen Klasse bezwang. 1996 belegte sie beim Weltcupturnier in Paris den zweiten Platz hinter der Deutschen Johanna Hagn und siegte in Leonding. Bei den Olympischen Spielen in Atlanta besiegte sie im Halbfinale Beata Maksymow, im Finale unterlag sie gegen die Chinesin Sun Fuming.
2001 versuchte Rodríguez ein Comeback und gewann auch zwei Weltcupturniere. Bei den Weltmeisterschaften 2001 unterlag sie in ihrem zweiten Kampf in der offenen Klasse der Mongolin Erdene-Otschiryn Dolgormaa. Nach diesem frühen Ausscheiden beendete die Kubanerin ihre Karriere endgültig.

## Tod
Rodríguez starb am 10. April 2022 im Hospital Clínico Quirúrgico de 26 in Havanna an einem Herzstillstand. Sie war aufgrund der Folgeh einer Diabetes-Erkrankung kurz zuvor in das Krankenhaus eingeliefert worden.

## Kubanische Meistertitel
- Schwergewicht: 1987, 1989, 1990, 1991, 1992, 1994, 1995, 1996, 2001[2]
- Offene Klasse: 1990, 1993